# Pussyman's Decadent Divas
Pour plus de détails, voir Fiche technique et Distribution.
Pussyman's Decadent Divas est une série de films pornographiques américaine produite par Feline Films, distribuée par Legend Video et sortie entre 1999 et 2006.
En 2003, Pussyman's Decadent Divas est nommé en tant que Best All-Girl Feature aux AVN Awards. 
Le réalisateur de la série est David Christopher et elle comporte 29 épisodes. La série est également connue sous le nom de Decadent Divas.

## Liste des films

### Pussyman's Decadent Divasde 01 à 10
- Pussyman's Decadent Divas 1 (1999 - 73 min)
  - scène 1 : Natasha Blake et Petra
  - scène 2 : Chelsea Blue et Lisa Belle (Lisa Crowford)
  - scène 3 : Envy, Mikki Taylor et Petra
  - scène 4 : Chandler, Charlie et Taylor St. Claire

- Pussyman's Decadent Divas 2 (1999 - 77 min)
  - scène 1 : Azlea et Inari Vachs
  - scène 2 : Liza Harper, Taylor St. Claire et Tina Cheri
  - scène 3 : Lidia et Temptress
  - scène 4 : Bridgette Kerkove, Goldie, Goldie McHawn et Nakita Kash

- Pussyman's Decadent Divas 3 (1999 - 78 min)
  - scène 1 : Bridgette Kerkove, Chandler et Sana Fey
  - scène 2 : Cherry Mirage et Monique
  - scène 3 : Nikola Kraus, Nina Kornikova et Samantha Sterlyng
  - scène 4 : Cassandra Knight et Sonya Redd

- Pussyman's Decadent Divas 4 (1999 - 70 min)
  - scène 1 : Envy, Sana Fey et Tina Cheri
  - scène 2 : Jessie et Lola
  - scène 3 : Layla Jade et Samantha Sterlyng
  - scène 4 : Gina Ryder, Jessica Drake et Lee-Anne McQueen

- Pussyman's Decadent Divas 5 (1999 - 83 min)
  - scène 1 : Sana Fey et Sierra
  - scène 2 : Jeanie Rivers, Samantha Sterlyng et Tabitha Stevens
  - scène 3 : Donita et Wendy Divine
  - scène 4 : Bridgette Kerkove et Sana Fey

- Pussyman's Decadent Divas 6 (2000 - 82 min)
  - scène 1 : Cheyenne Silver et Sana Fey
  - scène 2 : Azlea et Michele Raven
  - scène 3 : Charlie Angel, Diana DeVoe et Layla Jade
  - scène 4 : Dolly Golden et Karen Winters

- Pussyman's Decadent Divas 7 (2000 - 82 min)
  - scène 1 : Adriana Sage, Nina Kornikova et Tara
  - scène 2 : Jennifer Steele et Sana Fey
  - scène 3 : Isabella Camille et Nikol
  - scène 4 : Charlie et Nakita Kash

- Pussyman's Decadent Divas 8 (2000 - 81 min)
  - scène 1 : Bridgette Kerkove et Eve
  - scène 2 : Alex Foxe et Autumn Haze
  - scène 3 : Daisy Chain et Dominica Leoni
  - scène 4 : Briana Banks, Kiri et Lita Chase

- Pussyman's Decadent Divas 9 (2000 - 84 min)
  - scène 1 : Dolly Golden et Shay Sights
  - scène 2 : Charmane Star et Gina Ryder
  - scène 3 : Briana Banks, Carolyn Monroe et Jewell Marceau
  - scène 4 : Amber Michaels et Bridgette Kerkove

- Pussyman's Decadent Divas 10 (2000 - 85 min)
  - scène 1 : Alex Foxe et Taylor St. Claire
  - scène 2 : Candy Cotton et Claudia Adkins
  - scène 3 : Charlie et Isabella Camille
  - scène 4 : Bionca et Bridgette Kerkove

### Pussyman's Decadent Divasde 11 à 20
- Pussyman's Decadent Divas 11 (2001 - 84 min)
  - scène 1 : Bridgette Kerkove et Sharon Wild
  - scène 2 : Dru Berrymore et Teanna Kai
  - scène 3 : Cherry Mirage, Isabella Camille et Jezebelle Bond
  - scène 4 : Katrina Rosebud et Taylor St. Claire

- Pussyman's Decadent Divas 12 (2001 - 84 min)
  - scène 1 : Kianna Dior et Nicole Sheridan
  - scène 2 : Amber Michaels et Wanda Curtis
  - scène 3 : Dominica Leoni, Regina Sharp et Starla Fox
  - scène 4 : Bridgette Kerkove et Shelbee Myne

- Pussyman's Decadent Divas 13 (2001 - 89 min)
  - scène 1 : Amber Michaels et Angelica Sin
  - scène 2 : Dru Berrymore et Katrina Rosebud
  - scène 3 : Kelsey Heart, Zana et Sana Fey
  - scène 4 : Alex Foxe et Kianna Dior

- Pussyman's Decadent Divas 14 (2001 - 86 min)
  - scène 1 : Bridgette Kerkove et Shay Sights
  - scène 2 : Bree Brooks et Hannah Harper
  - scène 3 : Taylor St. Claire et Tommi Rose
  - scène 4 : Bamboo, Bionca et Kianna Dior

- Pussyman's Decadent Divas 15 (2001 - 88 min)
  - scène 1 : Amber Michaels et Charlie
  - scène 2 : Cleopatra et Tanya Danielle
  - scène 3 : Isabella Camille, Kianna Dior et Nicole Sheridan
  - scène 4 : Jewell Marceau et Ruby Richards

- Pussyman's Decadent Divas 16 (2001 - 123 min)
  - scène 1 : Holly Hollywood et Shay Sweet
  - scène 2 : Angela Crystal, Daniella Rush et Lea De Mae
  - scène 3 : Faith Adams et Tiffany Mason
  - scène 4 : Tanya Danielle et Taylor St. Claire

- Pussyman's Decadent Divas 17 (2002 - 85 min)
  - scène 1 : Hannah Harper et Tiffany Mason
  - scène 2 : Mary Carey et Monica Mayhem
  - scène 3 : Natasha Dolling et Teanna Kai
  - scène 4 : Bionca, Brooke Hunter et Katie Morgan

- Pussyman's Decadent Divas 18 (2002 - 85 min)
  - scène 1 : Mary Carey et Tanya Danielle
  - scène 2 : Aurora Snow, Phoenix Ray et Teanna Kai
  - scène 3 : Petra et Sunrise Adams
  - scène 4 : Taylor Wane et Vanessa

- Pussyman's Decadent Divas 19 (2002 - 88 min)
  - scène 1 : Hannah Harper et T.J. Hotspot
  - scène 2 : Bobbi Eden et Jana Cova
  - scène 3 : Bionca, Candy Cotton et Monique Dane
  - scène 4 : Smoking Mary Jane et Taylor Wane

- Pussyman's Decadent Divas 20 (2002 - 85 min)
  - scène 1 : Katrina Rosebud et Taylor Wane
  - scène 2 : Hannah Harper et Teanna Kai
  - scène 3 : Charlie et Montana Gunn
  - scène 4 : Bunny Luv, Olivia Saint et Taylor St. Claire

### Pussyman's Decadent Divasde 21 à 29
- Pussyman's Decadent Divas 21 (2003 - 88 min)
  - scène 1 : Jodie Moore et Karina
  - scène 2 : Bella Starr, Bella-Marie Wolf et Lonnie
  - scène 3 : Austin O'Riley et Charlie Laine
  - scène 4 : Summer Cummings et Taylor Wane

- Pussyman's Decadent Divas 22 (2003 - 86 min)
  - scène 1 : Alexis Malone et Gina Ryder
  - scène 2 : Jennie Loveitt et Layla Jade
  - scène 3 : Becca Bratt, Bionca et Felicia Fox
  - scène 4 : Brittney Skye et Kianna Dior

- Pussyman's Decadent Divas 23 (2004 - 81 min)
  - scène 1 : Charlie Laine, Jana Cova et Taylor St. Claire
  - scène 2 : Kimberly Kane et Pantera
  - scène 3 : Ana Nova et Maliyah Madison
  - scène 4 : Alexis Malone et Crystal White

- Pussyman's Decadent Divas 24 (2004 - 76 min)
  - scène 1 : Charlie Laine et Monique Alexander
  - scène 2 : Alexis Malone et Brittney Skye
  - scène 3 : Vanessa Blue, Jada Fire et Aiden Starr
  - scène 4 : Ice La Fox et Olivia O'Lovely

- Pussyman's Decadent Divas 25 (2004 - 81 min)
  - scène 1 : Katie Gold et Diana Doll
  - scène 2 : Dani Woodward, Jenaveve Jolie et MacKenzie Mack
  - scène 3 : Isabella Camille, Sarah Blake et Jana Mrazkova
  - scène 4 : Bianca Pureheart et Gen Padova

- Pussyman's Decadent Divas 26 (2005 - 105 min)
  - scène 1 : Sarah Blake et Taylor St. Claire
  - scène 2 : Avena Lee et Charlie Laine
  - scène 3 : Jesse Capelli, Sophia Sandobar et Trina Michaels
  - scène 4 : Joelean et Katie Gold

- Pussyman's Decadent Divas 27 (2005 - 100 min)
  - scène 1 : Daisy Marie et Nicki Hunter
  - scène 2 : Marlena et Elexis Monroe
  - scène 3 : Amy Reid, Bella Starr et Montanna Rae
  - scène 4 : Frankie Dashwood et Holly Morgan

- Pussyman's Decadent Divas 28 (2005 - 112 min)
  - scène 1 : Charlie Laine et Tyla Wynn
  - scène 2 : Kelly Kline, Samantha Ryan et Valerie Herrera
  - scène 3 : Dakota Cameron et Lisa Daniels
  - scène 4 : Carli Banks et Karlie Montana

- Pussyman's Decadent Divas 29 (2006 - 99 min)
  - scène 1 : Crissy Moran (en), Holly Morgan et Mary Carey
  - scène 2 : Nadia Styles et Sara Stone
  - scène 3 : Marlena et Tiffany
  - scène 4 : Ava Devine et Veronica Jett